# Frank Farian
Ne doit pas être confondu avec Frank Farina.
Frank Farian, nom de scène de Franz Reuther, né le 18 juillet 1941 à Kirn (Rhénanie-Palatinat) en Allemagne et mort le 23 janvier 2024 à Miami (Floride), est un producteur musical et auteur-compositeur-interprète allemand.
Il est connu pour avoir créé et produit le groupe Boney M., dont il a été le chanteur en studio, et le groupe Milli Vanilli. Il a composé tous les morceaux originaux de ces groupes.

## Biographie

### Jeunesse
Franz Reuther et ses frères et sœurs ont été élevés par leur mère, car leur père a été tué pendant la Seconde Guerre mondiale.
Le jeune Franz débute dans la vie comme cuisinier avant de découvrir le rock 'n' roll et de fonder en 1961, sous le nom de scène Frank Farian, une formation de rock, baptisée Frankie und die Schatten (littéralement « Frankie et les ombres »). En 1964,  ils sortent leur premier single, Shouting Ghost, qui fait un bide.

### Carrière
En 1974, le premier titre disco que Frank Farian compose, Baby Do You Wanna Bump, est un succès si inattendu qu'il décide de monter de toutes pièces un groupe (Boney M) en recrutant quatre Antillais, Marcia Barrett, Liz Mitchell, Maizie Williams et Bobby Farrell pour assurer les représentations. Non content d'en être le producteur, Frank Farian écrit la plupart des chansons originales du groupe et est la voix masculine sur les disques.
Si officiellement Bobby Farrell est le danseur et chanteur du groupe, en direct pendant les concerts il ne faisait que mimer : la voix rocailleuse est celle de Frank Farian lui-même, modifiée par l'électronique et enregistrée sur bande magnétique,. De même, Maizie Williams n'a jamais chanté de toute sa carrière au sein du groupe. La plupart des chansons sont chantées par Liz Mitchell et Frank Farian, Marcia Barrett faisant les chœurs, et quelques chansons en solo (notamment Belfast).
Frank Farian est également le producteur de Milli Vanilli, puis de The Real Milli Vanilli après que le scandale a éclaté. Outre ces groupes, il produit également Meat Loaf et La Bouche, un groupe eurodance.[réf. nécessaire]

### Mort
Frank Farian meurt le 23 janvier 2024 à Miami (Floride) à l’âge de 82 ans,,.